# Brownville (Maine)
Brownville és una població dels Estats Units a l'estat de Maine (EUA). Segons el cens del 2000 tenia 1.259 habitants.

## Demografia
Segons el cens del 2000, Brownville tenia 1.259 habitants, 555 habitatges, i 360 famílies. La densitat de població era d'11 habitants per km².
Dels 555 habitatges en un 25,9% hi vivien nens de menys de 18 anys, en un 54,4% hi vivien parelles casades, en un 7% dones solteres, i en un 35% no eren unitats familiars. En el 31% dels habitatges hi vivien persones soles el 19,5% de les quals corresponia a persones de 65 anys o més que vivien soles. El nombre mitjà de persones vivint en cada habitatge era de 2,26 i el nombre mitjà de persones que vivien en cada família era de 2,8.
Per edats la població es repartia de la següent manera: un 21,8% tenia menys de 18 anys, un 6,1% entre 18 i 24, un 25,6% entre 25 i 44, un 26,1% de 45 a 60 i un 20,4% 65 anys o més.
L'edat mediana era de 43 anys. Per cada 100 dones de 18 o més anys hi havia 92,4 homes.
La renda mediana per habitatge era de 28.167 $ i la renda mediana per família de 35.446 $. Els homes tenien una renda mediana de 31.141 $ mentre que les dones 18.382 $. La renda per capita de la població era de 14.774 $. Entorn del 12,1% de les famílies i el 13,6% de la població estaven per davall del llindar de pobresa.